# Century Gothic
Century Gothic es una tipografía geométrica sin serif, (o sans-serif) diseñada para Monotype Imaging en 1991. La Century Gothic se inspira en la tipografía Twentieth Century de Sol Hess, que fue elaborada entre 1937 y 1947 para la compañía Monotype Lanston como una versión de la exitosa tipografía Futura de Paul Renner, pero fue aumentada la altura de la “x” y modificada ligeramente para asegurar una buena reproducción en los modernos sistemas digitales.
La Century Gothic se distingue por su sola planta minúscula y g. Century Gothic se asemeja más a la Avant Garde Gothic, diseñada por Herb Lubalin, lanzada por la International Typeface Corporation (ITC) en 1970. 
Century Gothic es similar a la ITC Avant Garde en su geometría pura, y no posee la sutil variación en el grosor del trazo como en cualquier Futura o Twentieth Century.
Sin embargo, difiere de la ITC Avant Garde en que la Century Gothic no tiene un descendiente de u en minúsculas (lo que aparece como una épsilon griega υ), mientras que la Avant Garde sí.
Century Gothic también tiene más grandes y redondos títulos en letras como i y j, mientras que la Avant Garde mantiene los títulos cuadrados y la misma anchura que los trazos de carta.
De acuerdo a la Universidad de Bahía Verde-Wisconsin, Century Gothic usa menos tinta, ahorrando dinero en tintas de impresora. Ellos informan que cambiaron su tipografía de correo electrónico e impresión predeterminados de Arial a Century Gothic, y obtuvieron un ahorro de 30% de tinta.
No obstante también se ha reportado que usa más papel ya que las letras son más grandes, por lo que los ahorros en tinta podrían perderse por el aumento del costo en papel.
- Datos: Q472836
- Multimedia: Century Gothic / Q472836